# Ceratozamia santillanii
Ceratozamia santillanii — вид саговникоподібних з родини замієвих (Zamiaceae). Місцем проживання цього виду є Мексика (Чіапас).